# Rai News 24
 (juillet 2021).
Si vous disposez d'ouvrages ou d'articles de référence ou si vous connaissez des sites web de qualité traitant du thème abordé ici, merci de compléter l'article en donnant les références utiles à sa vérifiabilité et en les liant à la section « Notes et références ».
Rai News 24 est une chaîne de télévision d'information continue publique italienne du groupe audiovisuel public Rai. Elle est la première chaîne « tout-info » en Italie, et la seule à être diffusée en direct intégral.

## Histoire de la chaîne
La mise en service d'une chaîne publique consacrée aux actualités, prévue dans le contrat de service de la Rai et par le ministre des communications, commence à partir du 26 avril 1999 avec la naissance de « Rai News 24 », inspirée notamment par la chaîne américaine CNN.
Jusqu'à 19 mai 2000, la chaîne diffuse en direct 5j/7 (en semaine seule). Après ce jour, Rai News 24 diffuse 7j/7.
Depuis 2010, la chaîne raccourcit son nom et devient Rai News et change de logotype pour s'harmoniser avec l'ensemble des chaînes du groupe Rai.
En 2013, la chaîne est revenue sous le nom de Rai News 24.
La chaîne diffusé en HD depuis 4 janvier 2017.

## Identité visuelle

### Logos

Logos de Rai News 24
Du 21 octobre 2002 au 23 mai 2004.
Du 27 novembre 2006 au 17 mai 2010.
Du 18 mai 2010 au 23 février 2013.
Du 24 février 2013 au 4 avril 2022.
Depuis le 4 avril 2022.

### Logos du site web

Logo entre 18 mai 2003 et 27 novembre 2011.

## Programmes
Rai News 24 diffuse toute l'information en direct 24h/24, dont un bulletin d'information, chaque demi-heure, et émissions thématiques (sport, politique, culture, etc.).

## Éditions du journal
La chaîne compte 200 journalistes, avec 80 présenteurs.

## Diffusion
La chaîne est diffusée sur la télévision numérique terrestre depuis le 22 juillet 2004.
Au Canada, la chaîne est autorisée par le CRTC depuis le 19 août 2011. Elle est disponible chez tous les câblodistributeurs.